# Martin Greenfield
Pour les articles homonymes, voir Greenfield.
Martin Greenfield, né Maxmilian Grünfeld le 9 août 1928 à (en)Pavlolo (alors en Tchécoslovaquie) et mort le 20 mars 2024 à Manhasset (New York) aux États-Unis, est un survivant de la Shoah, maître tailleur américain. Basé à Brooklyn, il est spécialisé dans les costumes pour hommes.

## Biographie
Maxmilian Grünfeld naît en 1928 dans une famille juive du petit village de (en)Pavlolo  en Tchécoslovaquie, dans ce qui est aujourd'hui l'oblast de Transcarpatie, en Ukraine occidentale, annexé par l'URSS en 1945.

### Shoah

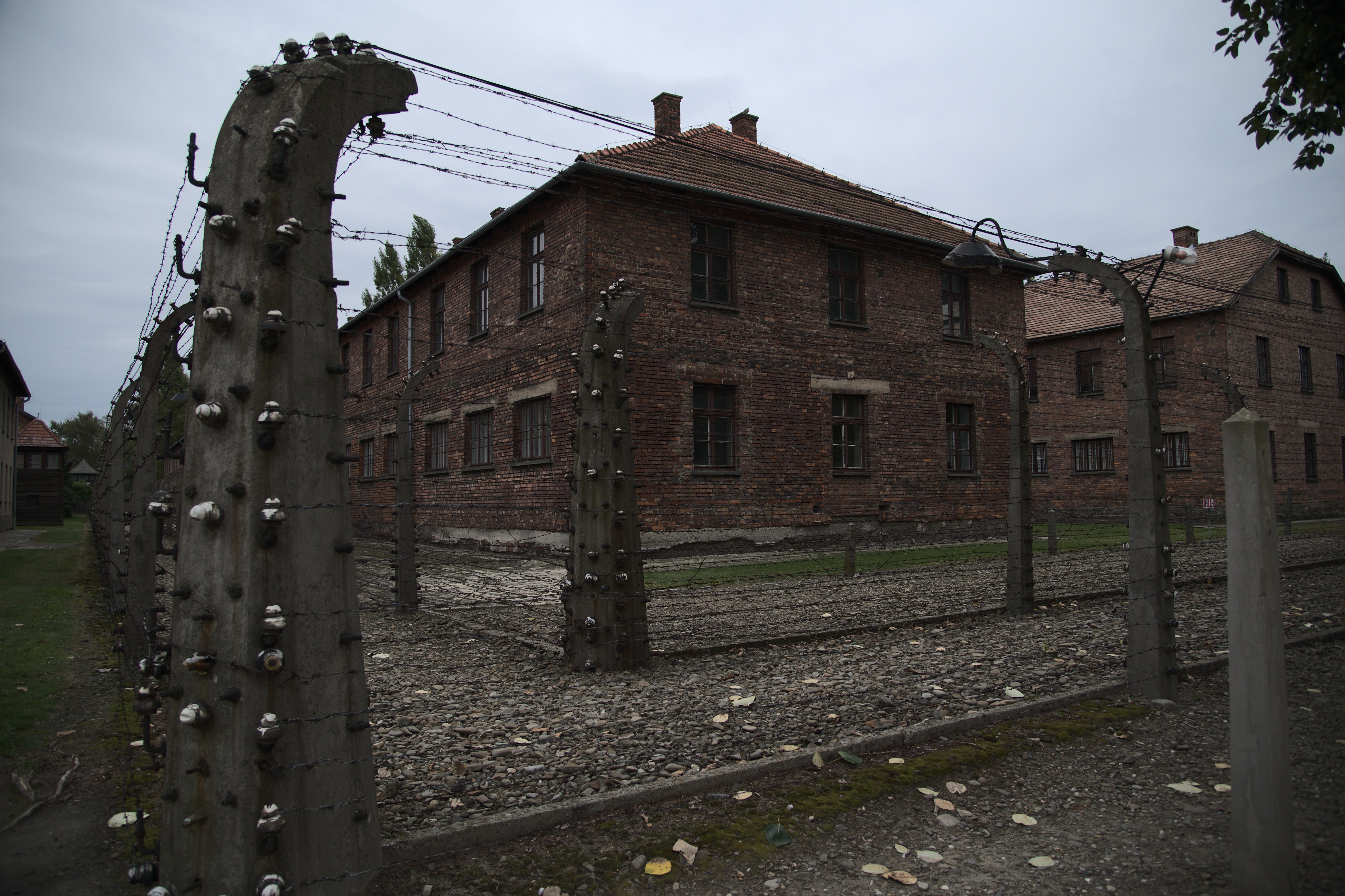
Bloc à Auschwitz

Il est emprisonné à 14 ans au camp d'Auschwitz, où le reste de sa famille proche est assassiné : sa mère et son frère encore bébé, ses deux sœurs et ses grands-parents, et plus tard son père.
À Auschwitz, Greenfield travaille à la buanderie et est battu pour avoir accidentellement déchiré la chemise d'un nazi. Il la vole, la répare et la porte sous son uniforme de prisonnier tout au long de son emprisonnement dans le camp. Le port de la chemise lui fait réaliser que les vêtements possèdent un « pouvoir », ce qui devient une source d'inspiration pour lui et l'aide à survivre à la Shoah.
Vers la fin de la Seconde Guerre mondiale, Greenfield est transféré avec d'autres d'Auschwitz au camp de concentration de Buchenwald. En avril 1945, l'armée américaine prend d'assaut le camp et libère ses prisonniers. Alors que les troupes traversent le camp, Greenfield arrête un jeune rabbin qui sert en tant qu'aumônier de l'armée et lui demande : « Où était Dieu ? ». Le rabbin, Herschel Schacter, a dit plus tard à Greenfield qu'il n'avait jamais oublié cette question théologique. Quand le général Dwight D. Eisenhower arrive pour superviser la libération, Greenfield lui serre la main en pleurant et par coïncidence, se tient à côté de lui Elie Wiesel qui deviendra plus tard lui aussi célèbre en écrivant sur son temps dans les camps de concentration nazis,.
Peu après la libération, Greenfield et un autre adolescent survivant décident de tuer la femme du maire, qui avait auparavant fait battre Greenfield pour avoir essayé de manger de la nourriture destinée à ses lapins de compagnie. Quand ils la trouvent, elle porte son nouveau-né, et Greenfield cède ; il décrit ce moment comme celui où il « est redevenu humain ».

### Après la guerre
Après la guerre, Greenfield passe les deux années suivantes en Europe, à la recherche de sa famille proche, ignorant que tous ont été assassinés dans les chambres à gaz, quasiment immédiatement à leur arrivée à Auschwitz. Son père, emprisonné comme lui, a été tué une semaine avant que son camp ne soit libéré.
En septembre 1947, à l'âge de 19 ans, Greenfield monte à bord d'un navire pour les États-Unis et demeure auprès de parents à Baltimore. Peu de temps après, il déménage à New York où vit une de ses tantes.

#### Carrière

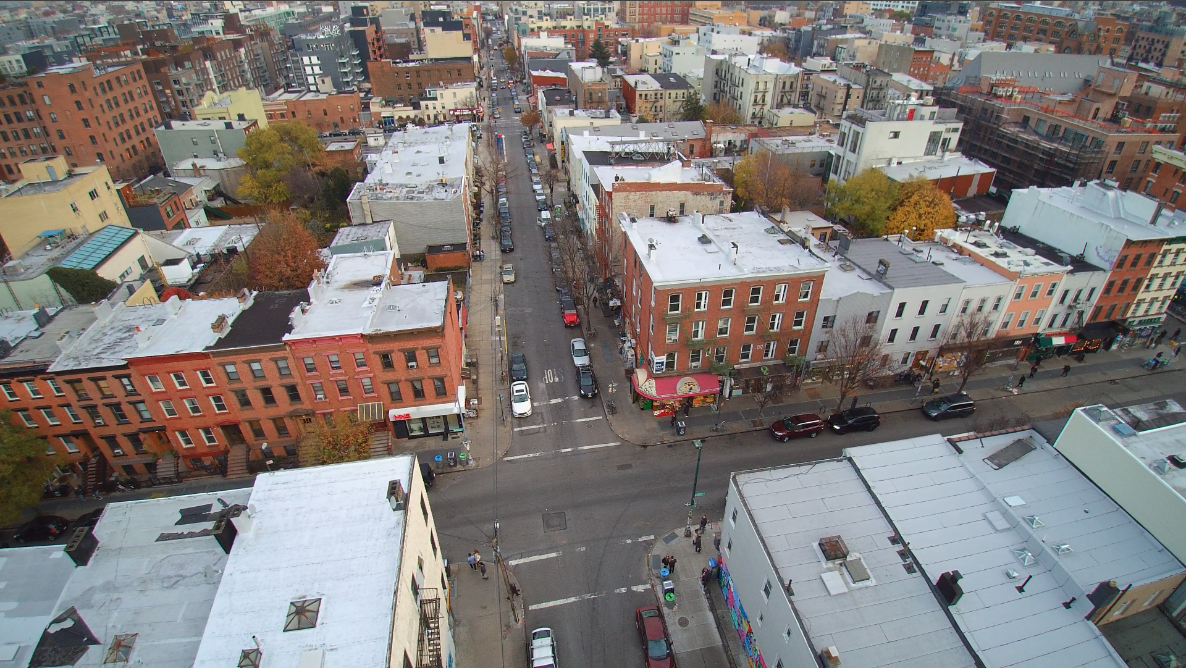
Quartier de Williamsburg à Brooklyn

En 1947, un immigrant tchèque le conduit à GGG Clothing, un fabricant de vêtements à Varet street à Bushwick dans le quartier d'East Williamsburg à Brooklyn, où il est embauché comme « garçon d'étage ». Parallèlement, il suit des cours du soir d'anglais à St. Francis Prep et obtient la citoyenneté américaine.
Un jour où quelqu'un était malade, il dit au superviseur qu'il sait comment faire ce travail. Et un par un, il effectue tous les travaux des différents emplois de l'entreprise.
Au cours de la décennie suivante, ses compétences en couture et sa réputation augmentent. Son premier client majeur, au début des années 1950, est le général Eisenhower, qui se préparait alors à se présenter à la présidence des États-Unis, et qu'il veut remercier encore de l'avoir sauvé,.
Après trente années dans l'entreprise, Greenfield rachète en 1977 GGG Clothing qui est mise en vente à cause de l'externalisation industrielle et la rebaptise Martin Greenfield Clothiers. La reprise est difficile dans les premiers temps mais l'entreprise survit à la crise et passe de six employés à l'époque à 120 en 2011,. Quand son quartier voit ainsi ses usines commencer à s'éloigner, Greenfield rassemble d'autres propriétaires et les aide à établir l'un des premiers parcs industriels de New York, maintenant connu sous le nom d'Evergreen. Durant cette période, Varet street passe de l'éclairage au gaz à l'électricité Greenfieldl siège au conseil d'administration de la communauté locale.
Toujours reconnaissant d'avoir été libéré de Buchenwald par l'armée américaine, Greenfield commence sa carrière en tant que membre de L'Union et ressent le désir de redonner aux communautés qui l'ont accueilli ce qu'elles lui ont apporté. L'entreprise emploie ainsi plus d'une centaine d'employés, dont l'ancienneté moyenne est supérieure à vingt ans. Cette entreprise familiale est connue comme l'un des modèles représentatifs de la chronologie de l'immigration de travailleurs qualifiés à New York : en commençant par les Européens de l'Est après la Seconde Guerre mondiale, suivis par les travailleurs de Grèce, des Antilles, de Porto Rico, du Mexique et de Chine. Conformément à ce modèle historique, les postes de supervision sont principalement occupés par des travailleurs européens.
Durant la crise du Covid-19, l'entreprise arrêtée fabrique des masques et des milliers de commandes affluent ; la majorité des employés travaillent alors à domicile.
Martin Greenfield est décrit comme « le meilleur tailleur sur mesures pour hommes des États-Unis »,. Il avait l'habitude de dire qu'il y avait besoin d'une centaine de modifications pour faire une veste. Sa liste de clients comprend quatre présidents américains, ainsi que d'autres hommes politiques et des célébrités internationales,,,,. Son entreprise, Martin Greenfield Clothiers, a également façonné des costumes d'hommes pour DKNY et Rag and Bone (en), ainsi que pour la série télévisée Boardwalk Empire.
Il prend sa retraite après 72 années au service de la même entreprise.

### Vie privée
Martin Greenfield épouse Arlene, en 1956. Ils ont deux fils, Jay et Tod. Après être passés par l'université, les deux fils travaillent chez Martin Greenfield Clothiers, et Jay, le fils aîné, est vice-président exécutif. Les deux prennent ensuite la relève de leur père.
Ses mémoires personnels, intitulés Measure of a Man: From Auschwitz Survivor to Presidents' Tailor, sont publiés en 2014.

### Mort
Martin Greenfield meurt à l'âge de 95 ans le 20 mars 2024 à l'hôpital de Manhasset dans l'État de New York,.

## Publication
- (en-US) Martin Greenfield et Wynton Hall, Measure of a Man: From Auschwitz Survivor to Presidents' Tailor, Regnery Publishing Inc, 2014.  (ISBN 978-1621575153)